# Чемпионат Европы по летнему биатлону 2012

Эмблема турнира

Открытый чемпионат Европы по летнему биатлону 2012 прошёл в словацком Осрблье с 25 по 29 июля 2012 года. Было разыграно 10 комплектов медалей (5 — взрослые и 5 — юниоры).

## Расписание
| Дата         | Время (UTC+2) | Гонка                              | Категория участников |
| ------------ | ------------- | ---------------------------------- | -------------------- |
| 27 июля 2012 | 11:00:00      | Спринт 4 км, мужчины               | взрослые             |
| 27 июля 2012 | 11:20:00      | Спринт 4 км, мужчины               | юниоры               |
| 27 июля 2012 | 14:00:00      | Спринт 3 км, женщины               | взрослые             |
| 27 июля 2012 | 14:20:00      | Спринт 3 км, женщины               | юниоры               |
| 28 июля 2012 | 11:00:00      | Гонка преследования 6 км, мужчины  | взрослые             |
| 28 июля 2012 | 11:45:00      | Гонка преследования 6 км, мужчины  | юниоры               |
| 28 июля 2012 | 14:00:00      | Гонка преследования 5 км, женщины  | взрослые             |
| 28 июля 2012 | 14:40:00      | Гонка преследования 5 км, мужчины  | юниоры               |
| 29 июля 2012 | 10:00:00      | Смешанная эстафета 2×3 км + 2×4 км | взрослые             |
| 29 июля 2012 | 13:00:00      | Смешанная эстафета 2×3 км + 2×4 км | юниоры               |

## Призёры

### Взрослые
| Гонка:                                          | Золото:                                                                         | Время                                    | Серебро:                                                                       | Время                                             | Бронза:                                                                     | Время                                               |
| Спринт, 4 км мужчины 27 июля 2012               | Ринат Гилазов · Россия                                                          | 14.01,5 (0+0)                            | Рустем Давлетшин · Россия                                                      | +3,2 (1+0)                                        | Виталий Кабардин · Россия                                                   | +30,3 (0+2)                                         |
| Гонка преследования, 6 км мужчины 28 июля 2012  | Ринат Гилазов · Россия                                                          | 23.57,1 (1+2+1+0)                        | Руслан Насыров · Узбекистан                                                    | +36,8 (1+2+4+1)                                   | Матей Казар · Словакия                                                      | +45,7 (1+2+2+1)                                     |
| Спринт, 3 км женщины 27 июля 2012               | Светлана Крикончук · Украина                                                    | 12.36,6 (0+0)                            | Анастасия Кузьмина · Словакия                                                  | +14,2 (2+0)                                       | Юдит Вагнер · Германия                                                      | +27,8 (1+1)                                         |
| Гонка преследования, 5 км женщины 28 июля 2012  | Светлана Крикончук · Украина                                                    | 23.25,5 (0+0+1+2)                        | Анастасия Кузьмина · Словакия                                                  | +20,0 (2+1+1+2)                                   | Ольга Прокопьева · Россия                                                   | +59,1 (2+1+0+1)                                     |
| Смешанная эстафета 2×3 км + 2×4 км 29 июля 2012 | Россия · Ольга Прокопьева · Ирина Кудринская · Рустем Давлетшин · Ринат Гилазов | 56.41,5 (0+1)(0+1) (0+2)(0+3) (0+1)(1+3) | Украина · Светлана Крикончук · Татьяна Трачук · Иван Моравский · Андрей Возняк | +24,9 (0+2)(0+0) (1+3)(0+1) (0+1)(1+3) (0+2)(0+1) | Словакия · Яна Герекова · Терезия Полякова · Мирослав Матяшко · Матей Казар | +2.09,7 (0+0)(0+1) (0+2)(2+3) (0+0)(1+3) (0+2)(0+1) |

### Юниоры
| Гонка:                                          | Золото:                                                                     | Время                                               | Серебро:                                                                | Время                                             | Бронза:                                                               | Время                                               |
| Спринт, 4 км мужчины 27 июля 2012               | Иван Кусакин · Россия                                                       | 14.47,0 (1+0)                                       | Алексей Петренко · Украина                                              | +6,2 (0+1)                                        | Артём Тищенко · Украина                                               | +7,0 (1+1)                                          |
| Гонка преследования, 6 км мужчины 28 июля 2012  | Алексей Петренко · Украина                                                  | 24.49,2 (0+0+1+2)                                   | Кирилл Комаров · Россия                                                 | +24,5 (0+2+0+1)                                   | Иван Кусакин · Россия                                                 | +31,1 (1+1+0+4)                                     |
| Спринт, 3 км женщины 27 июля 2012               | Моника Хойниш · Польша                                                      | 13.20,9 (1+1)                                       | Елена Яркова · Россия                                                   | +2,0 (2+2)                                        | Юдит Вагнер · Германия                                                | +12,8 (1+0)                                         |
| Гонка преследования, 5 км женщины 28 июля 2012  | Моника Хойниш · Польша                                                      | 24.08,2 (1+1+1+1)                                   | Елена Яркова · Россия                                                   | +31,4 (2+3+3+1)                                   | Тордис Арнольд · Германия                                             | +1.04,6 (0+2+1+1)                                   |
| Смешанная эстафета 2×3 км + 2×4 км 29 июля 2012 | Россия · Екатерина Хрисанова · Елена Яркова · Иван Кусакин · Кирилл Комаров | 58.34,7 (0+0)(2+3) (0+2)(0+3) (0+1)(0+1) (0+1)(1+3) | Украина · Ирина Беган · Алла Гиленко · Алексей Петренко · Артём Тищенко | +13,0 (1+3)(0+1) (0+3)(0+0) (0+1)(1+3) (0+2)(0+0) | Германия · Тордис Арнольд · Анна Вальс · Кристиан Гесс · Макс Бёттнер | +1.51,1 (0+1)(0+0) (1+3)(0+0) (0+2)(1+3) (1+3)(0+2) |

## Медальный зачёт

### Общий
| Место | Страна     | Gold medal icon.svg | Silver medal icon.svg | Bronze medal icon.svg | Всего |
| ----- | ---------- | ------------------- | --------------------- | --------------------- | ----- |
| 1     | Россия     | 5                   | 4                     | 3                     | 12    |
| 2     | Украина    | 3                   | 3                     | 1                     | 7     |
| 3     | Польша     | 2                   | 0                     | 0                     | 2     |
| 4     | Словакия   | 0                   | 2                     | 2                     | 4     |
| 5     | Узбекистан | 0                   | 1                     | 0                     | 1     |
| 6     | Германия   | 0                   | 0                     | 4                     | 4     |

### Взрослые
| Место | Страна     | Gold medal icon.svg | Silver medal icon.svg | Bronze medal icon.svg | Всего |
| ----- | ---------- | ------------------- | --------------------- | --------------------- | ----- |
| 1     | Россия     | 3                   | 1                     | 2                     | 6     |
| 2     | Украина    | 2                   | 1                     | 0                     | 3     |
| 3     | Словакия   | 0                   | 2                     | 2                     | 4     |
| 4     | Узбекистан | 0                   | 1                     | 0                     | 1     |
| 5     | Германия   | 0                   | 0                     | 1                     | 1     |

### Юниоры
| Место | Страна   | Gold medal icon.svg | Silver medal icon.svg | Bronze medal icon.svg | Всего |
| ----- | -------- | ------------------- | --------------------- | --------------------- | ----- |
| 1     | Россия   | 2                   | 3                     | 1                     | 6     |
| 2     | Польша   | 2                   | 0                     | 0                     | 2     |
| 3     | Украина  | 1                   | 2                     | 1                     | 4     |
| 4     | Германия | 0                   | 0                     | 3                     | 3     |